# باشگاه فوتبال نووی پازار
باشگاه فوتبال نووی پازار (انگلیسی: FK Novi Pazar) یک باشگاه فوتبال مستقر در نووی پازار، صربستان که در حال حاضر در سوپر لیگ فوتبال صربستان فعالیت می‌کند. 